# Nakayoshi
Nakayoshi (яп. なかよし Накайосі) — японський манґа-журнал, який виходить щомісяця завдяки компанії Kodansha, Nakayoshi є одним із найстаріших журналів, присвячених манзі, перший номер вийшов в грудні 1954. Оскільки головними читачами є молоді дівчата шкільного віку в початкових та середніх класах, в Nakayoshi друкується переважно сьодзьо-манґа. Саме в ньому друкувалися найпопулярніші манґи «Cardcaptor Sakura» та «Сейлор Мун».
Це один з найбільш продаваних журналів манґи сьодзьо, який з 1978 року розійшовся накладом понад 400 мільйонів примірників. У середині 1990-х років Nakayoshi коштував у роздріб 400 єн і мав у середньому 448 сторінок. Приблизний середній тираж Nakayoshi на той час становив 1 800 000 примірників. Тираж журналу сягнув 2 100 000 примірників у 1993 році. У 2007 році його тираж становив 400 000. У 1990-х роках тодішній головний редактор Йошіо Іріє намагався відійти від історій про «перше кохання» і представив кілька фентезійних манґ, таких як «Сейлор Мун». У цей період Nakayoshi проводив кампанію «медіа-мікс», яка передбачала тісну координацію журналу, розробку аніме за мотивами манги та створення рекламних товарів про персонажів. Nakayoshi виходить 3-го числа кожного місяця.

## Тиражі
Журнал входить у трійку шьоджьо-видань з найбільшою читацькою авдиторією сучасності разом із Ciao та Bessatsu Margaret.
| Рік   | 2004    | 2005    | 2007    | 2009    |
| ----- | ------- | ------- | ------- | ------- |
| Тираж | 457,083 | 457,500 | 400,000 | 306,667 |